# Gustave Barratte
Jean François Gustave Barratte (23 de octubre de 1857 - 7 de junio de 1920 ) fue un explorador y botánico francés, que realizó expediciones botánicas a Túnez.

## Algunas publicaciones

### Libros
- ernest Durand, gustave Barratte. 1910. Floræ Libycæ Prodromus: ou catalogue raisonné des plantes de Tripolitaine. Ed. Impr. Romet, Froreisen Successeur. 330 pp.

## Honores

### Epónimos
- (Boraginaceae) Echium barrattei Coincy[2]
- (Caryophyllaceae) Silene barrattei Murb.[3]

- La abreviatura «Barratte» se emplea para indicar a Gustave Barratte como autoridad en la descripción y clasificación científica de los vegetales.[4]